# Anatole Liebermann
Anatole Liebermann (Mosca, 1948) è un violoncellista russo.
Impara a suonare a 9 anni. Nel 1966 si iscrive al Conservatorio Čajkovskij di Mosca, dove si laurea a pieni voti con Natal'ja Gutman.
Nel 1975 fonda il "Trio Čajkovskij" assieme al pianista Konstantin Bogino e al violinista Pavel Vernikov.
Attualmente risiede a Parigi. Nel dicembre del 2005, si è esibito davanti al Presidente della Repubblica Italiana Carlo Azeglio Ciampi. Suona un violoncello Giovanni Grancino del 1712.